# Enfants de la Guette
Les enfants de la Guette sont des enfants rescapés d'Allemagne et d'Autriche par le Kindertransport, non pas vers l'Angleterre mais vers la France, qui devront subir l'occupation allemande.

## Histoire
La baronne Germaine de Rothschild fonde en 1938 le Comité israélite pour les enfants d'Allemagne et d'Europe centrale réfugiés en France.
En 1939, à la suite de la Nuit de Cristal, Germaine de Rothschild met son château de la Guette (Villeneuve-Saint-Denis) à disposition pour y accueillir des enfants juifs orphelins d'Allemagne et d'Autriche. Ainsi, en 1939, 130 enfants juifs d’origine allemande et autrichienne sont accueillis par une équipe composée du pédagogue franco-autrichien Alfred Brauner, du médecin Françoise Brauner et du militant autrichien Harry Spiegel qui vont se charger de « réadapter » ces enfants, souvent orphelins,
.
Elle engage Willy Katz, Ernest Jouhy et sa femme Lydia Jablonski, Germaine Le Henaff, Flore Loinger (l'épouse de Georges Loinger), Henry Pohorylès, pour le diriger et s'occuper de l'éducation des enfants. Georges Loinger dirige l'œuvre jusqu'à sa mobilisation à la déclaration de guerre. Florette Loinger prend alors la direction,.
À partir de 1941, le château passe sous le contrôle de l’État et devient une maison d'enfants et colonies de vacances du Secours National, organisme parrainé par le Maréchal Pétain. Elle est dirigée par Germaine Le Hénaff. Alors que le château de la Guette est officiellement en alignement avec la doctrine de la révolution nationale, celle-ci est en contact avec la Résistance intérieure, et cache des jeunes enfants juifs sous des noms d'emprunt, sans informer le reste de l'équipe du château. Elle reçoit pour cela le titre de Juste parmi les Nations en 1986.